# Lillougou
Lillougou est une commune et le chef-lieu du département de Zéguédéguin situé dans la province du Namentenga de la région Centre-Nord au Burkina Faso. 

## Géographie
Lillougou est située à environ 15 km au sud-est de Zéguédéguin et à 30 km au nord-est de Boulsa.

## Éducation et santé
Lillougou accueille un centre de santé et de promotion sociale (CSPS) tandis que le centre médical avec antenne chirurgicale (CMA) de la province se trouve à Boulsa.